# Gare de Montbartier
La gare de Montbartier est une gare ferroviaire française de la ligne de Bordeaux-Saint-Jean à Sète-Ville située sur le territoire de la commune de Montbartier dans le département de Tarn-et-Garonne, en région Occitanie.
Elle est mise en service en 1856 par la Compagnie des chemins de fer du Midi et du Canal latéral à la Garonne. 
C'est une halte voyageurs de la Société nationale des chemins de fer français (SNCF) desservie par des trains TER Occitanie.

## Situation ferroviaire
Établie à 112 mètres d'altitude, la gare de Montbartier est située au point kilométrique (PK) 217,989 de la ligne de Bordeaux-Saint-Jean à Sète-Ville, entre les gares de Montauban-Ville-Bourbon et de Dieupentale.

## Histoire
La station de Montbartier est mise en service le 30 août 1856 par la Compagnie des chemins de fer du Midi et du Canal latéral à la Garonne, lorsqu'elle ouvre à l'exploitation la section de Valence-d'Agen à Toulouse.
En 1858, Montbartier est la 39e station du chemin de fer de Bordeaux à Cette, elle dessert le village de Montbartier, qui compte 633 habitants, située à 39 km de Toulouse, 218 km de Bordeaux et 259 km de Cette.

### Fréquentation
En 2014, selon les estimations de la SNCF, la fréquentation annuelle de la gare était de 44 262 voyageurs. Cette fréquentation monte à 55 637 voyageurs en 2017.
De 2015 à 2022, selon les estimations de la SNCF, la fréquentation annuelle de la gare s'élève aux nombres indiqués dans le tableau ci-dessous.
| Année               | 2015   | 2016   | 2017   | 2018   | 2019   | 2020   | 2021   | 2022   | 2023   |
| ------------------- | ------ | ------ | ------ | ------ | ------ | ------ | ------ | ------ | ------ |
| Nombre de voyageurs | 51 823 | 54 208 | 55 637 | 43 759 | 54 779 | 47 521 | 60 683 | 80 459 | 89 890 |

## Service des voyageurs

### Accueil
Halte SNCF, c'est un point d'arrêt non géré (PANG) à accès libre, équipé d'automates pour l'achat de titres de transport.

### Desserte
La Gare de Montbartier est desservie par les trains TER Occitanie des lignes :
- Toulouse - Montauban, à raison d'environ 2 trains par heure en heures de pointe, et d'un train toutes les deux heures en heures creuses, le samedi et le dimanche. Le temps de trajet est d'environ 30 minutes depuis Toulouse-Matabiau et 8 minutes depuis Montauban-Villebourbon ;
- Toulouse - Cahors - Brive, à raison d'un train toutes les deux heures environ tous les jours. Le temps de trajet est d'environ 30 minutes depuis Toulouse-Matabiau et 2 heures 5 minutes depuis Brive-la-Gaillarde.

### Intermodalité
Le stationnement des véhicules n'est pas aménagé.

## Service des marchandises
Cette gare est ouverte au service du fret (train massif, desserte d'I.T.E. et wagons isolés pour l'armée).